# Référendum liechtensteinois de 1993
 (août 2025).
Un référendum a lieu au Liechtenstein le 7 mars 1993.

## Contenu
Le référendum porte sur la construction d'un nouveau bâtiment principal et d'annexes pour le parlement du Liechtenstein.

## Contexte
Il s'agit d'un référendum facultatif d'origine populaire : dans le cadre de l'article 66 de la constitution, le budget alloué à la construction de ces bâtiments par le Landtag fait l'objet d'une demande de mise à la votation par un minimum de 1000 inscrits soutenus par un comité de rassemblement de signatures.

## Résultat
| Choix                            | Votes  | %     |
| -------------------------------- | ------ | ----- |
| Pour                             | 1 682  | 20,39 |
| Contre                           | 6 568  | 79,61 |
| Votes blancs et invalides        | 90     | –     |
| Total                            | 8 340  | 100   |
| Inscrits/Participation           | 14 009 | 59,53 |
| Source : Démocratie Directe (de) |        |       |